# Juniordozentur
Die Juniordozentur ist eine Stelle im Lehrkörper einer baden-württembergischen Hochschule. Diese Position in der Gruppe der Hochschullehrer wurde 2007 mit einer Novelle des Landeshochschulgesetzes (Änderungsgesetz vom 7. November 2007) eingeführt. Stelleninhaber führen die Amtsbezeichnung „Juniordozent“. Das Amt dient dazu, junge Wissenschaftler auf eine sogenannte Lehrprofessur vorzubereiten.
Seit dem Wintersemester 2009/10 (ab 1. Oktober 2009) sind die ersten Juniordozenturen vor allen Dingen an Pädagogischen Hochschulen des Landes Baden-Württemberg eingesetzt worden (z. B. Juniordozentur für Bewegungserziehung & Sport).

## Beschreibung
Juniordozenten werden zunächst für 4 Jahre als Beamter auf Zeit oder Angestellter angestellt. Beamte sind landesrechtlich in die Besoldungsgruppe W 1 eingestuft; Angestellte werden entsprechend außertariflich angestellt. Nach zwei Jahren findet eine Evaluation statt. Nach sechs Jahren endet die Amtszeit, kann allerdings unter bestimmten Bedingungen in eine Hochschuldozentur umgewandelt werden.
Dem Status nach sind Juniordozenten Dozenten im Sinne des Gesetzes. Sie gehören der Gruppe der Hochschullehrer an, zu der auch Professoren und Juniorprofessoren gehören.

## Ziel
Die Juniordozentur soll neben der Juniorprofessur den wissenschaftlichen Nachwuchs fördern; bei der Juniordozentur liegt der Akzent nicht auf der Forschung, sondern auf der Lehre. Juniordozenten sollen ein höheres Lehrdeputat als Juniorprofessoren (in der Regel vier Semesterwochenstunden) erhalten. Dies liegt im Ermessen der Hochschule und wird bei der Berufung festgelegt.